# Singapur Open 1999
Die Singapur Open 1999 im Badminton fanden vom 23. bis 29. August 1999 in Singapur statt. Das Preisgeld betrug 170.000 USD.

## Sieger und Platzierte
| Disziplin    | Gold                        | Silber                      | Bronze                              |
| ------------ | --------------------------- | --------------------------- | ----------------------------------- |
| Herreneinzel | Heryanto Arbi               | Taufik Hidayat              | Peter Gade                          |
| Herreneinzel | Heryanto Arbi               | Taufik Hidayat              | Hendrawan                           |
| Dameneinzel  | Ye Zhaoying                 | Gong Zhichao                | Yasuko Mizui                        |
| Dameneinzel  | Ye Zhaoying                 | Gong Zhichao                | Kanako Yonekura                     |
| Herrendoppel | Choong Tan Fook Lee Wan Wah | Tony Gunawan Candra Wijaya  | Lee Dong-soo Yoo Yong-sung          |
| Herrendoppel | Choong Tan Fook Lee Wan Wah | Tony Gunawan Candra Wijaya  | Simon Archer Nathan Robertson       |
| Damendoppel  | Huang Nanyan Yang Wei       | Carmelita Indarti Issolina  | Chen Lin Jiang Xuelian              |
| Damendoppel  | Huang Nanyan Yang Wei       | Carmelita Indarti Issolina  | Joanne Goode Donna Kellogg          |
| Mixed        | Kim Dong-moon Ra Kyung-min  | Rikke Olsen Michael Søgaard | Jon Holst-Christensen Ann Jørgensen |
| Mixed        | Kim Dong-moon Ra Kyung-min  | Rikke Olsen Michael Søgaard | Chris Bruil Erica van den Heuvel    |

## Finalergebnisse
| Disziplin    | Sieger                      | Finalist                    | Ergebnis            |
| ------------ | --------------------------- | --------------------------- | ------------------- |
| Herreneinzel | Heryanto Arbi               | Taufik Hidayat              | 13:15, 15:10, 15:11 |
| Dameneinzel  | Ye Zhaoying                 | Gong Zhichao                | 11:5, 5:11, 11:7    |
| Herrendoppel | Choong Tan Fook Lee Wan Wah | Candra Wijaya Tony Gunawan  | 15:7, 14:15, 15:12  |
| Damendoppel  | Huang Nanyan Yang Wei       | Indarti Issolina Carmelita  | 15:13, 15:8         |
| Mixed        | Kim Dong-moon Ra Kyung-min  | Michael Søgaard Rikke Olsen | 15:4, 15:8          |